# Boris Vukčević
Boris Vukčević (n.en Osijek, ex-Yugoslavia, el 16 de marzo de 1990) es un futbolista alemán nacido en Croacia que juega como mediocampista y actualmente se encuentra sin equipo.

## Trayectoria

### 1899 Hoffenheim
Vukčević es producto de las divisiones inferiores del TSG 1899 Hoffenheim. Luego de jugar con el equipo juvenil, hizo su debut en la Bundesliga el 23 de mayo de 2009 en un partido ante el Schalke 04.

## Clubes
| Club       | País     | Año       |
| ---------- | -------- | --------- |
| Hoffenheim | Alemania | 2008-2014 |

## Selección nacional
Vukčević ha sido miembro de las selecciones inferiores de Alemania, pero hasta finales de 2012 no ha sido convocado a ninguna selección mayor.

## Vida privada
El 28 de septiembre de 2012 Vukčević sufrió un serio accidente de tránsito cuando perdió el control de su vehículo y se estrelló contra un camión. Las heridas ocasionadas por el accidente lo dejaron en coma. El 16 de noviembre de 2012 se anunció que había despertado del coma, pero la gravedad de su situación aún no permitía a los doctores pronosticar en cuanto tiempo podría recuperarse completamente.